# TAF10
El factor 10 asociado a TBP, también conocido como TAF10, es una proteína codificada en humanos por el gen taf10.

El inicio de la transcripción genética por la ARN polimerasa II requiere la actividad de más de 70 polipétidos. La proteína que coordina estas actividades es el factor de transripción basal TFIID, que se une a la región promotora para colocar adecuadamente a la polimerasa, sirve como estructura base para el ensamblaje del resto del complejo transcripcional, actuando así como canal de recepción de señales reguladoras. TFIID está compuesto de la proteína de unión a TATA (TBP) y por un grupo de proteínas muy conservadas en el transcurso de la evolución conocidas como factores asociados a TBP o TAFs. Las TAFs pueden participar en la transcripción basal, actuando como coactivadores, y funcionan en el reconocimiento de promotores o en la modificación general de los factores de transcripción para facilitar el ensamblaje del complejo y el inicio de la transcripción. TAF10 se corresponde con una de las subunidades pequeñas de TFIID, que está asociada con diferentes proteínas. Estudios llevados a cabo en células humanas y mamíferas han demostrado que esta subunidad es necesaria para que tenga lugar la activación transcripcional mediada por el receptor de estrógeno, lo que permite la correcta progresión del ciclo celular, y también podría ser necesaria en ciertos programas de diferenciación celular.

## Interacciones
La proteína TAF10 ha demostrado ser capaz de interaccionar con:
- TAF9[3]
- Homólogo SPT3 de la proteína de inicio de la transcripción[4][3]
- TAF13[5]
- Proteína de unión a TATA[6][7]